# Verein für Raumschiffahrt
Verein für Raumschiffahrt (VfR, Föreningen för rymdfärder), var en tysk förening som grundades i sällskapsrummet i ölstugan Goldenen Zepter, på gatuadressen Schmiedebrücke 22, 5 juli 1927 i Breslau. VfR kom snabbt att bli en träffpunkt för dåtidens rymdentusiaster och raketpionjärer.
Verein für Raumschiffahrt hade upp mot 500 medlemmar. Bland de mest kända hör Wernher von Braun och Hermann Oberth.
Verein für Raumschiffahrt grundades 5 juli 1927 av en grupp under ledning av Johannes Winkler i Breslau. Winkler blev föreningens första ordförande. Till föreningens verksamheter hörde bland annat utgivningen av tidskriften Die Rakete. Rudolf Nebel var talesman för föreningen och var ansvarig för förhandlingarna med Berlin om ett testområde. 1929 ställde man in utgivningen av Die Rakete i brist på pengar. Hermann Oberth blev ny ordförande med Willy Ley som ställföreträdare. Samma år följde flytten till Berlin där Erich Wurm upplät sitt kontor till föreningen. Här skapade man också Raketenflugplatz Berlin där man utvecklade raketer.
1934 lades föreningen ner av nazisterna. Då hade man redan 1933 kommit kontakt med Reichswehr som senare blev Wehrmacht för att få finansiärer till raketprojekten. Wernher von Braun lyckades övertyga Wehrmacht om att satsa på projektet. Många forskare anslöt sig till Wehrmachts utvecklingsenheter i Heeresversuchsanstalt Kummersdorf  i Kummersdorf-Gut och Heeresversuchsanstalt Peenemünde i Peenemünde men några, bland annat Rudolf Nebel, vägrade att arbeta tillsammans med militären.
Efter andra världskriget återgrundades Verein für Raumschiffahrt.